# Kellyn George

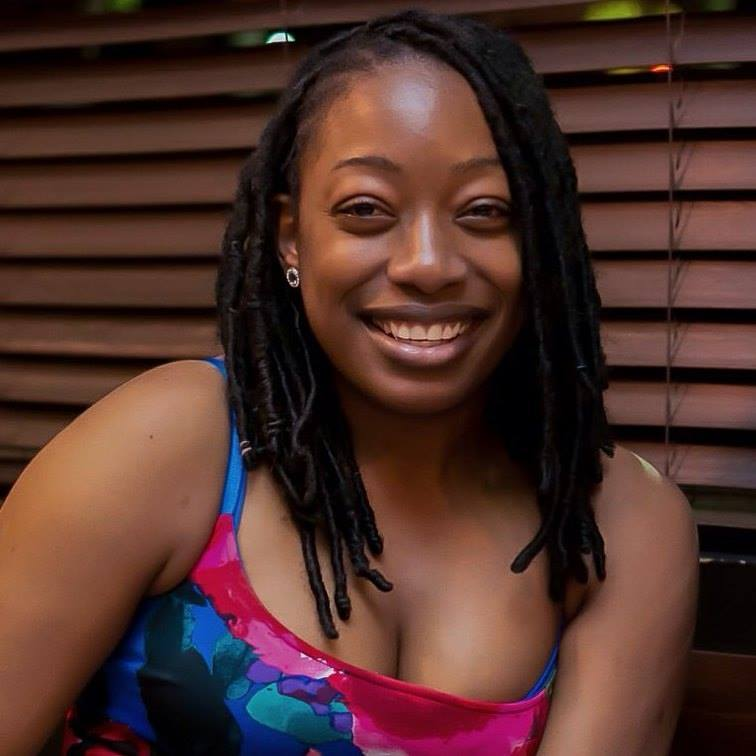
Kellyn George

Kellyn George là một phụ nữ người Dominica. Vào năm 2013, cô đã thành lập một quỹ hỗ trợ để giúp đỡ những người mắc bệnh hồng cầu hình liềm ở quê nhà. Vào năm 2015, cô được trao Giải thưởng Nhà lãnh đạo trẻ của Nữ hoàng (một chương trình được thành lập bởi nữ hoàng Anh Elizabeth II) vì sự tích cực, hăng hái trong việc cải thiện cuộc sống của mọi người trong cộng đồng.

## Tiểu sử
Kellyn George đến từ ngôi làng Mahaut ở bờ biển phía tây của Dominica. Năm 2006, cô giành được bằng kép từ trường Cao đẳng Quốc gia Dominica về ngành hóa học và sinh học. Sau đó, cô tiếp tục theo học tại Đại học Bang Trung Tây (Midwestern State University) ở Wichita Falls, bang Texas, Hoa Kỳ từ năm 2006 đến năm 2008. Từ năm 2008 đến năm 2010, George học ngành sinh học tại Đại học Barry thuộc bang Florida và năm 2011, nhóm nghiên cứu của cô là nhóm đầu tiên giành giải thưởng Sinh học S.T.E.M (Science, Technology, Engineering, and Math - Khoa học, Công nghệ, Kỹ thuật và Toán học) tại Hội nghị chuyên đề Nghiên cứu STEM hằng năm lần thứ 3. Công trình nghiên cứu của họ là "Tác động của sự phơi nhiễm etanol đến sự phát triển tế bào thần kinh sọ não của loài Danio rerio (cá ngựa vằn)".
Hoàn thành việc học của mình, George trở lại Dominica và làm việc trong một dự án chính phủ: Tổ chức Các quốc gia Đông Caribê vào năm 2012. Cuối năm 2013, George đã đảm nhận vị trí nhân viên nghiên cứu tại Đơn vị phát triển chăn nuôi của Bộ Nông nghiệp.
Vào tháng 1 năm 2013, George đã thành lập một tổ chức phi chính phủ có tên là "Tổ chức Chăm sóc Bệnh hồng cầu hình liềm" (Sickle Cell Cares Foundation), để cung cấp thông tin về căn bệnh hồng cầu hình liềm ở Dominica. George là giám đốc của tổ chức.
Vào tháng 1 năm 2015, George được nhận Giải thưởng Nhà lãnh đạo trẻ của Nữ hoàng khai mạc năm 2014 vì công việc của cô. Giải thưởng được trao vào tháng 6 năm 2015.